# Toni Abad
José Antonio Abad Martínez (Valencia, 3 de noviembre de 1996), más conocido como Toni Abad, es un futbolista español. Juega como defensa y su equipo es la S. D. Huesca de la Segunda División de España.

## Trayectoria
Se formó en las categorías inferiores del C. F. Torre Levante y llegó a debutar con el primer equipo. Posteriormente firmó por el C. D. Badajoz, donde jugó durante dos temporadas antes de recalar en la CyD Leonesa con la que compitió en Segunda División B.
En julio de 2021 fichó por el C. D. Alcoyano, donde jugó un total de veintiséis encuentros. La temporada siguiente firmó por el C. D. Eldense, con el que logró ascender a Segunda División. Ayudó al equipo a conseguir la permanencia y en julio de 2024 se unió a la S. D. Huesca.

## Clubes
| Club                | País   | Año       |
| ------------------- | ------ | --------- |
| C. F. Torre Levante | España | 2015-2018 |
| C. D. Badajoz       | España | 2018-2020 |
| CyD Leonesa         | España | 2020-2021 |
| C. D. Alcoyano      | España | 2021-2022 |
| C. D. Eldense       | España | 2022-2024 |
| S. D. Huesca        | España | 2024-     |